# Beyblade: Metal Fusion
Beyblade Metal Fusion  (メタルファイト ベイブレード Metaru Faito Beiburēdo?), , conocido en Japón como Metal Fight Beyblade, es una serie de manga creado por Takafumi Adachi, serializado en la revista Coro Coro Comic de Shōgakukan entre septiembre de 2008 y febrero de 2012.
Una adaptación a serie de anime, denominada Beyblade: Metal Saga, que abarca cuatro temporadas: Metal Fusion, Metal Masters, Metal Fury y Shogun Steel, fue producida por el estudio Tatsunoko Production.
La introducción del juguete en Japón correspondió con la difusión de una serie de la televisión del anime del mismo nombre. En 2002, Hasbro comenzó a vender los juguetes de Beyblade internacionalmente (bajo licencia de Takara Tommy) junto con los países coordinados por el comienzo de la serie de TV. En las reglas básicas del juego, se compite normalmente por dos jugadores (aunque también suelen participar en grupos). Cada uno lanza su Beyblade sobre un plato de forma cóncava, y el objetivo para ganar el juego es derribar al rival (la peonza contraria) fuera de este espacio que se compite. Se estrenó por primera vez en México el 17 de octubre de 2010 en canal 5 XHGC y el 18 de abril de 2011 para el resto de Latinoamérica en Disney XD. En España, la serie se estrenó en Boing el 4 de octubre de 2010.

## Argumento

### Sinopsis

#### Metal Fusion
La serie está protagonizada por Gingka Hagane, un talentoso blader que viaja por todo Japón para fortalecerse para poder derrotar a Dark Nebula, una organización malvada que también es responsable de la supuesta muerte del padre de Gingka, Ryo Hagane. Gingka tiene como objetivo recuperar al bey prohibido, Lightning L-Drago, que ha sido robado por Dark Nebula para usar sus poderes para cumplir sus ambiciones malvadas. Junto con su bey, Storm Pegasus, Gingka debe enfrentar y derrotar a muchos enemigos. El segundo rival más grande de Gingka es Kyoya Tategami, anteriormente jefe de un grupo de bladers malvados, llamado Cazadores de Duelos. El objetivo de Kyoya es derrotar a Gingka. Gingka es el blader que cree que cada blader tiene un espíritu de jugador en él. Dark Nebula recluta a un blader llamado Ryuga, a quien se le da L-Drago. Viaja por todo el mundo, derrotando y reclutando o destruyendo las beyblades de otros bladers. Gingka lucha contra Ryuga muchas veces, pero siempre es derrotado. Sus amigos también son derrotados, incluido Kyoya. Hay un torneo que Dark Nebula ha organizado en secreto llamado Battle Bladers, y Gingka espera luchar contra Ryuga en el combate final. Gingka gana la batalla con la ayuda de sus amigos, Madoka, Kenta, Benkei, Hyoma e Hikaru, junto con el apoyo de sus antiguos enemigos, Kyoya y Phoenix, un misterioso enmascarado que aparece en los mejores momentos, a menudo salvando a Gingka, sus amigos y sus rivales. En una feroz batalla con Doji, el jefe de Dark Nebula, Phoenix salva a Hyoma y Kenta. Después de que llega Gingka, el techo comienza a colapsar, y una pieza rota rompe la máscara de Phoenix, revelando que Phoenix es Ryo, el padre de Gingka. Ryo explica cómo Storm Pegasus y el Lightning L-Drago llegaron a existir. Después de este evento, es Kyoya vs Ryuga, en el que Kyoya comienza genial, pero una vez que los espíritus de L-Drago entran y consumen el cuerpo de Ryuga, no puede mantenerse firme. Ryuga luego explica que es culpa de Gingka que todos sus amigos hayan sido absorbidos por el cruel L-Drago. Es la batalla final y Ryuga parece estar usando todo su poder contra Gingka. Al darse cuenta de que sus amigos siempre estarán con él, toma represalias y llama a Pegasus. Antes de que pueda hacer eso, parece que L-Drago está tratando de absorber a Ryuga, transformándolo en una forma de dragón/monstruo. Los amigos de Gingka están extremadamente preocupados y confundidos hasta que Ryo llega y explica que nadie había podido controlar a L-Drago más que Ryuga. Además, Ryo explica que Lightning L-Drago es responsable del mal comportamiento de Ryuga. Después de eso, Gingka se da cuenta de que necesita salvar a Ryuga y liberarlo del poder oscuro en Lightning L-Drago. Utiliza un nuevo movimiento especial, Galaxia Nova, y derrota a L-Drago. Ryuga se aleja decepcionado, pero no porque haya perdido, sino porque no pudo controlar a Lightning L-Drago. Gingka trata de recoger a Pegasus pero Pegasus desaparece porque superó sus límites varias veces. Ryo le asegura a Gingka que Pegasus volverá, la tripulación luego celebra con Hikaru, Tsubasa y Kyoya, que acaban de salir del hospital.

#### Metal Masters
Beyblade: Metal Masters, también conocido en Japón como Metal Fight Explosive Beyblade (メタルファイトベイブレード爆), es la segunda temporada de la Saga Metal. Después de que Storm Pegasus se sacrifica para derrotar a Ryuga y Lightning L-Drago, Gingka escucha desde una roca que contiene Galaxy Pegasus W105R2F, ¡el legendario bey! Las primeras batallas de Galaxy Pegasus son con un nuevo bey llamado Ray Striker y su dueño, Masamune Kadoya. Junto con Madoka, Masamune, Yu, Tsubasa y Gingka, forman un equipo llamado Gan Gan Galaxy para participar en un nuevo Torneo Mundial de Beyblade. En el camino tienen que luchar contra el equipo de los Garcias, el equipo Wang Hu Zhong, el equipo Lovushka, el equipo Excalibur, el equipo Desert Blaze, el equipo Chandora, el equipo Wild Fang y el equipo Starbreaker con un nuevo tipo, Toby/Faust y otros miembros del equipo Starbreaker. Las batallas son difíciles al principio, y se vuelven más difíciles a medida que avanzan en el torneo mundial. Sin saberlo, un hombre llamado Dr. Ziggurat intenta encontrar poder y diferenciar a Beys usando el torneo para recolectar datos para experimentos que él llama los Alineamientos. Estos dispositivos mejoran las habilidades de un Blader en Beyblade. Pero Gingka se da cuenta de que no era seguro. Por lo tanto, Gingka y sus amigos juntos intentan detener al Dr. Ziggurat y su Fuerza Espiral. Gingka y Masamune lucharon juntos con un bey llamado Twisted Tempo. Ryuga ayudó a Gingka y Masamune. Luego tuvieron éxito para detener la fuerza espiral.

#### Metal Fury
Beyblade: Metal Fury, también conocido en Japón como Metal Fight Beyblade 4D (メタルファイトベイブレード4D, Metaru Faito Beiburēdo Fō Dī), es la tercera temporada de la Saga Metal. Tomando un descanso de su último triunfo sobre Faust y el núcleo espiral, Gingka y sus amigos se encuentran salvando a un niño llamado Yuki de un hombre misterioso llamado Johannes. Además de un niño genio y astrónomo, Yuki también es un Blader que posee Anubius. Yuki vino a contarles a Gingka y sus amigos sobre el Fragmento Estelar y que no debe caer en manos del mal. Fue testigo de la caída del Fragmento Estelar del cielo un día y de la liberación de rayos de luz, uno de los cuales entró en Anubius. Esa noche, el Fragmento Estelar le dijo que un gran mal está tratando de revivir a Némesis usando el poder del Fragmento Estelar y destruir el mundo. Para evitar que Nemesis reviva, deben encontrar los diez Bladers legendarios: los Bladers de las cuatro estaciones (Gingka, Kyoya, Ryuga y Chris), los Bladers del sistema solar (Yuki, King, Aguma, Tithi y Dynamis), y el niño de Némesis, Rago. Al final, Gingka, usando el poder de cada Blader en el mundo, derrota al Dios de la Destrucción con un nuevo movimiento especial, Super Nova Cósmica.

#### Shogun Steel
Han pasado siete años desde que el dios de la Destrucción encontró su fin a manos de un gran Blader. Una nueva era de Beyblade ha comenzado, trayendo consigo nuevos Bladers. Cuando Zyro Kurogane fue testigo de la batalla final con el dios de la Destrucción, un fuego comenzó a arder dentro de él para avanzar hacia un nuevo futuro. El bey de Zyro, Samurai Ifrit, se lo dio Gingka. Mientras Zyro es el campeón en su ciudad natal, él quiere ponerse a prueba. Él busca oponentes más grandes, dirigiéndose a la ciudad natal de Gingka. Cuando Zyro llega y descubre que Gingka no está en ninguna parte, se encuentra con Shinobu Hiryuin, Ren Kurenai y los hermanos Unabara. También aprende sobre Syncrome, la fusión de dos beys

### Resumen
Jojo y sus compinches son transportados en helicóptero por Doji, sin saber a dónde van, después ven una locación natural que parece un campo de Bey-batalla donde aterrizan. Doji ofrece ayudar a Kyoya para que les brinde su poder, para derrotar a Gingka.
Mientras las reparaciones a Storm Pegasus finalmente son terminadas y aunque Madoka trata de darle más consejos sobre cómo cuidar su Beyblade, Gingka está demasiado emocionado pues ya quiere usarlo, en eso Kenta aparece y le pide que sea su entrenador, Gingka parece no muy seguro sobre eso y antes de que pueda decir nada, los amigos de Kenta aparecen con la misma petición.
Todos empiezan a pelearse por Kenta tirando y haciendo desastres en la tienda de Madoka por lo que está muy enojada les grita que si tanto quieren batallar lo hagan en el BeyPark y que dejen de hacer destrozos en su tienda. Cuando retoman el tema de que Gingka les enseñe este se escapa.
Con Kyoya, este cuestiona porque quieren remover a Gingka a lo que Doji contesta que, a menos que diga que cooperara con ellos, él no le puede decir, Kyoya dice que si lo vencen entonces escuchara lo que Doji tiene que decir. Doji acepta pero los compinches de Kyoya se meten y todos a la vez pretenden derrotar a Doji para que Kyoya no tenga que pelear, no obstante Doji los elimina fácilmente con su bey, Dark Wolf que Benkei identifica como un beyblade del tipo Equilibrio (por lo que se entiende, significa que suele tener más equilibrio que los otros beyblades, tanto como para resistir batallas algo largas, como los beyblades de resistencia, pero con menos equilibrio de estadísticas) muy poderoso Doji lo felicita por saber un poco, y es entonces que Kyoya viendo que tiene la ventaja de campo por el fuerte viento del lugar no duda que podrá vencerlo aun siendo este tan poderoso.
Con Kenta, este cree que Gingka planea irse pues estaba buscando rivales poderosos, así que decide que debe pelear contra el y de algún modo ganarle para que se quede.
La batalla contra Doji se ve muy igualada pero Kyoya no se está guardando nada eh inmediatamente utiliza la misma técnica que uso contra Gingka, aun así Doji dice que su beyblade le recuerda un león enjaulado y mientras Kyoya trata de probar lo contrario Doji le correjia y le dice que al traerlo a ese lugar lo que pretendía era ponerlo en desventaja de campo y estaba a punto de demostrar el porqué.
Gingka es encontrado por Kenta y este lo reta en un duelo hombre a hombre, Gingka acepta y empiezan, pero el tiro de inicio de Kenta parece inefectivo y su beyblade parece débil, Gingka ataca pero el sagitario de Kenta sigue girando a pesar de todo, es entonces que Gingka entiende que el giro del bey de Kenta le permite absorber el ataque de modo que no le afecte tanto como debería. Como no están batallando en un estadio el primero en dejar de girar pierde, es entonces que Kenta le dice a Gingka que Sagitario es de tipo Resistencia y que por lo tanto debería ser capaz de resistir más que un tipo ataque como Pegasus.
Kyoya cree que va ganando la batalla pero dentro de poco Benkei descubre que Doji tiene un as bajo la manga pues está absorbiendo el ataque de Kyoya al hacerlo es capaz de romper la pared de viento de que protegía al bey de Kyoya derrotándolo. Kyoya le recrimina que si tiene tanto poder no derrota a Gingka el mismo, Doji simplemente le dice que mantenga su promesa.
La batalla de Gingka y Kenta se aproxima a su fin cuando la resistencia de Storm Pegasus empieza a agotarse, Kenta al notar esto lanza sin dudar su ataque a Pegasus lo que lo manda a volar, Kenta cree que ganó pero es entonces que Storm Pegasus hace su Maniobra Especial/Jugada Estrella "Ataque Explosivo Pegaso"/"Ráfaga de estrellas de Pegaso" (con el que derrotó a Kyoya) y le ganó a Kenta.
Kenta entonces le dice a Gingka sobre su teoría de que el planeaba irse, y Gingka le recuerda que él dijo que le gustaba esa ciudad y que no podía enseñarles porque ganar o perder dependía del deseo de ganar del Blader por lo que eso era algo que no podía enseñar.

## Fecha de Emisión

### Metal Fusión
| País           | Canal           | Primera fecha        | Última fecha        |
| -------------- | --------------- | -------------------- | ------------------- |
| Japón          | TV Tokyo        | 5 de abril de 2009   | 28 de marzo de 2010 |
| Canadá         | YTV             | 15 de mayo de 2010   | 16 de abril de 2011 |
| Estados Unidos | Cartoon Network | 26 de junio de 2010  | 12 de marzo de 2011 |
| España         | Boing           | 4 de octubre de 2010 | 8 de enero de 2011  |
| Hispanoamérica | Disney XD       | 18 de abril de 2011  | 19 de mayo de 2012  |

Nota: En Latinoamérica se tenía previsto estrenarse el 21 de febrero de 2011 pero por razones desconocidas se retrasó al 18 de abril de 2011.

### Metal Masters
| País           | Canal           | Primera fecha            | Última fecha             |
| -------------- | --------------- | ------------------------ | ------------------------ |
| Japón          | TV Tokyo        | 4 de abril de 2010       | 27 de marzo de           |
| Canadá         | YTV             | 10 de septiembre de 2011 | 21 de julio de 2012      |
| Estados Unidos | Cartoon Network | 20 de agosto de 2011     | 28 de julio de 2012      |
| España         | Boing           | 5 de octubre de 2011     | 5 de diciembre de 2011   |
| Hispanoamérica | Disney XD       | 3 de septiembre de 2012  | 17 de septiembre de 2013 |

Nota: En Latinoamérica se tenía previsto estrenarse en junio de 2012 pero por razones desconocidas se retrasó, pero preestreno el 7 de julio de 2012 y otro adelanto se dio el 24 de agosto de 2012 y estreno el 3 de septiembre de 2012. Es la segunda temporada de Beyblade Metal Fusion.

### Metal Fury
| País           | Canal           | Primera fecha          | Última fecha         |
| -------------- | --------------- | ---------------------- | -------------------- |
| Japón          | TV Tokyo        | 3 de abril de 2011     | 1 de abril de 2012   |
| Canadá         | YTV             | 26 de enero de 2013    | 10 de agosto de 2013 |
| Estados Unidos | Cartoon Network | 13 de octubre de 2012  | 13 de julio de 2013  |
| España         | Boing           | 1 de octubre de 2012   | 23 de agosto de 2013 |
| Hispanoamérica | Disney XD       | 2 de noviembre de 2013 | 5 de octubre de 2014 |

Nota: A partir del episodio 27 se reduce la duración de 22 minutos a 11 minutos, en la versión internacional se combinan los episodios 27 al 52 para que duren 22 minutos dando un total de 13 sumado a los 26 anteriores, son 39 episodios para la versión internacional. Es la tercera temporada de Beyblade: Metal Fusion.

### Shogun Steel
| País           | Canal           | Primera fecha           | Última fecha            |
| -------------- | --------------- | ----------------------- | ----------------------- |
| Japón          | TV Tokyo        | 8 de abril de 2012      | 23 de diciembre de 2012 |
| Canadá         | YTV             | 17 de agosto de 2013    | 8 de febrero de 2014    |
| Estados Unidos | Cartoon Network | 17 de agosto de 2013    | 25 de enero de 2014     |
| España         | Boing           | 2 de septiembre de 2013 | 5 de octubre de 2013    |
| Hispanoamérica | DVD             |                         |                         |

Nota: Son 52 episodios pero con duración de 11 minutos, por ende en la versión internacional se fusionan dos episodios para que duren 22 minutos, por lo tanto en la versión internacional serán 26 episodios. esto se hizo con Metal Fury desde el capítulo 27.  Es la cuarta temporada de Beyblade: Metal Fusion. Pero en Japón se emitió hasta el 38/19 y el resto saldrán en DVD solo en Corea del Sur. En Latinoamérica la serie fue doblada sin embargo solo salió en DVD y no por TV

## Bey Wheelz
BeyWheelz es una miniserie de anime basada en la línea de juguetes de Hasbro, BeyWheelz. Nelvana lo comisionó y es producido por la Sinergia SP y derechos de d. La serie no sigue la corriente, la Saga Metal y en cambio ocurre en un universo completamente diferente donde llaman los bladers de llaman Wheelers y usan BeyWheelz, las versiones alternas de los Beyblades. Fue creado debido al hecho, Beyblade: Metal Fury fue cortada a trece minutos después del episodio # 27 para compartir su intervalo de tiempo con otra serie. Con esto como un telón, todas las versiones internacionales de Metal Fury consistirán en 39 episodios de treinta minutos con BeyWheelz como un suplementario de 13 episodios para terminarse la serie con 52 episodios.
| 1  | « Nueva Generación »                           | 11 de agosto de 2012     | 2014 |
| 2  | «El Ataque de los Dominadores»                 | 11 de agosto de 2012     | TBA  |
| 3  | «¡La Batalla de Equipo de etiqueta Profética!» | 18 de agosto de 2012     | TBA  |
| 4  | «El Wheeler del Desierto»                      | 18 de agosto de 2012     | TBA  |
| 5  | «¡Carrera! El Gran Premio de los Beywheelz»    | 25 de agosto de 2012     | TBA  |
| 6  | «¡El Juicio Bey Comienza!»>                    | 25 de agosto de 2012     | TBA  |
| 7  | «El Derecho de los Dominadores»                | 1 de septiembre de 2012  | TBA  |
| 8  | «El vengador en el hielo»                      | 1 de septiembre de 2012  | TBA  |
| 9  | «El Fenix contra el Dragon Blanco»             | 8 de septiembre de 2012  | TBA  |
| 10 | «¡Lucha Feroz! Una Batalla del Espíritu»       | 15 de septiembre de 2012 | TBA  |
| 11 | «La Verdad Espantosa»                          | 22 de septiembre de 2012 | TBA  |
| 12 | «El deber de un Wheeler»                       | 29 de septiembre de 2012 | TBA  |
| 13 | «Un nuevo mundo»                               | 6 de octubre de 2012     | TBA  |

### Voces Colombianas
Juan Camilo Gonzalez: Sho Tenma
Alejandro Martínez: Jin Ryu y Covey Horn
Javier Ramírez: Leon Fierce y Glen
Viña Machado: Nicole Spears
Carolina Gaitán: March Ovis
Juan Calero: Odin, Ryan Gladstone y Gigante
Juan Raba: David y Sting
Lincoln Palomeque: Jake, Matthew, Líder A y Wheeler DJ
Lucía Domínguez: Lucy y Líder B

## Manga
El manga Metal Fusion fue escrito e ilustrado por Takafumi Adachi. En Japón, se publicaron en la revista mensual  CoroCoro Comic , de septiembre de 2008 a febrero de 2012. Shogakukan compiló posteriormente los capítulos en once volúmenes  shinsōban . El primer volumen fue lanzado el 27 de marzo de 2009 y el último el 28 de marzo de 2012. Los capítulos se publicaron sin título durante la serialización, donde solo se identificaron mediante un nombre de arco y un número de capítulo. Los nombres de los capítulos aparecieron por primera vez en la compilación del volumen.
La trama sigue las aventuras de Gingka Hagane, un beyblader que está buscando su pasado oculto. Finalmente se encuentra con un chico llamado Kenta Yumiya, y los dos se hacen amigos rápidamente. Kyouya Tategami y Benkei de Face Hunters ayudan a Gingka en su búsqueda para derrotar a la malvada organización Dark Nebula y a Ryuga, un chico del legendario Bey conocido como Lightning L-Drago. Uno de los reclutas de la Organización Dark Nebula es Tsubasa Otori 

## Videojuegos
El primer videojuego que se lanzó de la serie Beyblade: Metal Fusion fue "Metal Fight Beyblade DS", que se estrenó el 26 de marzo de 2009 para la Nintendo DS. La mayoría de los juegos producidos hasta ahora solo se han lanzado en Japón, aunque Hudson Soft ha localizado el segundo juego de Nintendo DS y el juego de Wii para América del Norte, que se llama "Fortaleza de batalla". Hasta el momento, todos los juegos dedicados de "Metal Fight Beyblade" han sido desarrollados y publicados por Hudson. El videojuego más reciente de "Metal Fight Beyblade" que se lanzará fue "Metal Beyblade de Lucha: Choujou Kessen! Big Bang Blader" para el DS en Japón, que se lanzó el 2 de diciembre de 2010. 

## Metal Saga toyline

### Sistema 4D Ultimate
El sistema 4D continúa desde el sistema HWS, agregando algunos trucos a las partes: 
- Face Bolt: Mantienen unidas las partes Beyblade (excepto la Performance Tip).
- Anillo de Energía: El Anillo de Energía es donde permanecen los ganchos de la lanzadera cuando están conectados y determina la dirección en la que gira el bey. En tres casos en este sistema, no se usa el anillo de energía (Variares D: D, L-Drago Destructor F: S y L-Drago Guardian GB145MB).
- 4D Metal Wheel: Similar a la Fusion Wheel, una rueda 4D es la parte que ayuda a atacar a otros Beyblades. La principal diferencia entre los dos tipos es que la Rueda 4D se compone de tres o dos partes, en lugar de una: Marco de Metal, Marco de PC y el Núcleo. Al usar estos tres componentes en diferentes posiciones, los puntos de contacto de Bey pueden cambiar.
- Punta de rendimiento: la punta de rendimiento es una parte del bey que lo hace moverse y girar.

### Sistema Zero-G
La temporada Zero-G introdujo un sistema reformado: 
- Cara de piedra : Estas mantienen unidas las partes de Beyblade (excepto la Punta de rendimiento). Más pequeño y más delgado que el HWS Face Bolt.
- Rueda de cromo: el equivalente de Zero-G de la rueda de fusión HWS. Generalmente pesa alrededor de 30-35 gramos y es la mitad de grueso que una HWS Fusion Wheel típica. Se pueden unir dos ruedas de cromo (una que sustituye a la rueda de cristal), lo que aumenta el peso del Bey.
- Rueda de cristal: el equivalente de Zero-G del HWS Energy Ring. Decide qué Elemento será un Bey y cambia los puntos de contacto de la Rueda de Cromo.
- Eje de rotación: El eje de rotación ayuda a hacer girar Beyblade y ayuda a su peso y velocidad. También conecta la Sugerencia de rendimiento con el resto del Beyblade, lo que ayuda a construir el beyblade.
- Punta de rendimiento: la punta de rendimiento es lo principal que hace girar al Beyblade, elige su patrón de movimiento y determina una buena cantidad de su ataque, defensa y resistencia. A diferencia de los sistemas anteriores, los consejos de rendimiento funcionan de manera diferente en un estadio especial llamado Zero-G Stadium, que oscila según el movimiento de los beyblades. Las puntas de tipo Stamina se convierten en puntas de tipo de defensa y viceversa, y las puntas de tipo ataque se adaptan mejor al Zero-G Stadium creado específicamente para Beyblades Zero-G.

| Predecesor: Beyblade Serie Original | Sagas de Beyblade: (Saga Metal) | Sucesor: Saga Burst |